# Anaïs López
Anaïs López (Amsterdam, 1981) is een Nederlandse visual storyteller, beeldend kunstenaar en fotograaf. Haar werk werd gepubliceerd in onder andere NRC Next, de Volkskrant en El País, en is tentoongesteld in onder meer het Nederlands Fotomuseum in Rotterdam, Landskrona Photo Festival (Zweden), Lianzhou Foto Festival (China), GetxoPhoto (Spanje), Fotofestiwal (Polen), Photoville (New York), Japanmuseum SieboldHuis (Leiden) en het Stedelijk Museum (Amsterdam).
In haar werk onderzoekt López hoe mensen in de stad leven. Ze is gefascineerd door hoe mensen een plek proberen te vinden (of maken) in een stedelijk gebied en de maakbaarheid van de stad. 
López groeide op in Frankrijk en kwam op haar zestiende naar Nederland. Ze studeerde in 2006 af aan de Koninklijke Kunstacademie in Den Haag en volgde de tweejarige master aan de St. Joost in Breda.
In 2015 richtte López samen met Marga Rotteveel Docking Station op, een platform voor verhalende fotografie, dat ook het online magazine Far Away, Up Close uitbrengt.
In 2018 bracht López De Migrant uit, een webdocumentaire, boek, live performance, tentoonstelling en radiodocumentaire. De Migrant werd genomineerd voor een Gouden Kalf voor de beste interactive, won de Zilveren Camera voor beste Storytelling en de Dutch Directors Guild Award voor storytelling. De tentoonstelling was tot december 2020 te zien in het Nederlands Fotomuseum in Rotterdam en reisde daarna door naar onder andere Singapore (Objectifs), Jakarta (Erasmus Huis) en Guernsey (Guernsey Photofestival). De multimediale vertelling is nog steeds online te zien.
In 2024 verscheen haar documentaire Bloedband, over de zoektocht naar haar oma, die na de Tweede wereldoorlog haar twee jonge kinderen achterliet om een nieuw leven op te bouwen in Brazilië. De zoektocht naar haar grootmoeder raakt aan thema’s als de vernietigende kracht van familiegeheimen en de verstrekkende gevolgen die levenskeuzes kunnen hebben. De film werd vertoond op Breda Photo, tijdens het Nederlandse Film Festival en op de Nederlandse televisie. Bloedband ontving lovende recensies in onder meer De Volkskrant en Cinemagazine.
In 2025 bracht López haar nieuwe multimediale project uit, getiteld de Schildpad en de Monnik. Het multimediale project bestaat uit een kunstenaarsboek, een tentoonstelling in Japanmuseum SieboldHuis, een experimentele film en een live optreden met een speciaal voor dat optreden gemaakte aparte uitgave van het boek. Het vertelt over haar zoektocht naar de gouden schildpad Kami, godin van de Kamo-rivier in Kyoto (Japan). De Schildpad en de Monnik is een gelaagd verhaal over verdriet, de menselijke drang om de natuur te beheersen en de magie van de verbeelding. Ook dit project kon rekenen op veel mediabelangstelling, onder meer van Dagblad Trouw en NRC Handelsblad.

## Publicaties
- Boeken: Als tijd niet bestaat (2011), In the Beginning No Bird Sang (2013), Only in Burundi (2013), The Migrant (2019), the Turtle and the Monk (2025).
- Films: A country without orphans (Rwanda, 2015), The Migrant (Singapore, 2019), the Turtle and the Monk (2025).
- Documentaire: Bloedband (2024).

## Prijzen
- Geselecteerd voor een Gouden Kalf in 2024.
- Winnaar van Zilveren Camera Storytelling 2018.
- Winnaar van Directors Guild NL best digital storytelling award.
- Winnaar van the Bronze Medal for best book worldwide Leipzig Burchemesse.
- Winnaar van the Best Self Published book Photo España.
- Finalist Grand Prix Lodz Festival 2019.
- Nominatie voor een Gouden Kalf op het Nederlands Filmfestival, Utrecht.
- Nominatie voor de Prix Pictet.
- Nominatie voor Deutsche Börse Foundation Photography Prize.
- Nominatie voor Beste Storyteller in Nederland en België.
- Nominatie voor de Dutch Doc Award.

## Selectie soloexposities en films
2025
- ‘the Turtle and the Monk’, SieboldHuis, Leiden, Nederland.
- ‘the Turtle and the Monk’, IBASHO Gallery, Antwerp (solo exhibition).

2024
- ‘Bloedband’, Chasse theater, Breda Photo (solo).
- ‘Bloedband’ Nederlands Film Festival, korte documentaire.
- ‘Bloedband’, Nederland 2 – KRO & NRCV Teledoc Campus.

2021
- ‘De Migrant’, Erasmus Huis, Jakarta, Indonesië (solotentoonstelling).

- ‘De Migrant’, Objectifs, Singapore (solotentoonstelling).

- ‘De Migrant’, Guernsey Photofestival, UK (solo expositie).

- ‘De Migrant’, Foto Tallinn, Estland.

- ‘De Migrant’, Track & Trace, Kortrijk, België.

2020
- ‘Migrant’, Nederlands Fotomuseum Rotterdam, Nederland.
- ‘The Migrant’, Landskrona Photo Festival, Zweden.

2019
- ‘The Migrant’, Lianzhou Foto Festival, China.
- ‘The Migrant’, GetxoPhoto, Spanje.
- ‘The Migrant’, Grand Prix 2019, Polen.
- The best Dutch Book Design 2018, Stedelijk Museum, Amsterdam.

2018
- 'The bricks that build a home', Migration Museum, Den Haag.
- 'The Migrant', Krakow Photofestival, Polen.
- 'Photo book Week', Aarhus, Denemarken.
- 'Living Room', Unseen, Amsterdam.
- 'B for birds', Kranenburgh, Bergen.
- 'Zondvloed', Bijbels Museum, Amsterdam.

2017
- 'In my dreams I want to become a tourist', World Trade Center, Amsterdam.
- 'In the beginning no bird sang', Format festival, Groot-Brittannië.

2016
- 'In my dreams I want to become a tourist', Openbare bibliotheek, Amsterdam.
- 'In my dreams I want to become a tourist', World Trade Center, Amsterdam en Den Haag.
- 'In my dreams I want to become a tourist', Humanity House, Den Haag.

2014
- 'On the Move', Stedelijk museum, Amsterdam.
- 'Only in Burundi' Encontros da Imagem, Portugal.
- 'Only in Burundi', World Trade Center, Amsterdam.
- 'In the beginning no bird sang', Openbare bibliotheek, IJburg en Almere.
- 'Dutch Doc Photo Award', Tropenmuseum, Amsterdam.
- 'Amsterdam Fashion Art & Design 2014', Amsterdam.
- 'In the beginning no bird sang', Fotografia Europea Festival, Italië.
- 'Only in Burundi', MOMA Tbilisi, Georgië.

2013
- 'In the beginning no bird sang', Arcam, Amsterdam.
- 'Nouvelle découverte 2013', Paris Photo, Galerie Agnes B, Frankrijk.
- 'Only in Burundi', French Cultural Center, Bujumbura, Burundi.
- 'Only in Burundi', Photoville, New York.
- 'Only in Burundi', Tropenmuseum, Amsterdam.